# Rita Zucca
Rita Luisa Zucca (1912–1998) va ser una locutora de ràdio italoamericana que va transmetre propaganda de l'Eix a les tropes aliades a Itàlia i el nord d'Àfrica. Es va donar a conèixer com una de les "Axis Sallys", juntament amb Mildred Gillars, que emetia des de Berlín, Alemanya.

## Vida primerenca
El pare de Zucca, Louis, era propietari d'un restaurant molt reeixit al districte de Midtown de Nova York als anys 30 i 40, anomenat Zucca's Italian Garden. Situat al 116-118-120 West 49th Street, el restaurant tenia les seves pròpies postals promocionals que mostraven un entorn clarament refinat. Zucca va passar la seva adolescència en una escola conventual de Florència i, de jove, havia treballat a l'empresa familiar.
Va tornar a Itàlia el 1938, treballant com a mecanògrafa i va renunciar a la seva ciutadania nord-americana tres anys més tard per salvar la propietat de la seva família de l'expropiació per part del govern de Mussolini.

## Axis Sally
A mesura que avançava la invasió aliada d'Itàlia, el govern feixista de Benito Mussolini va decidir intentar emular les emissions de Mildred Gillars de l'Axis Sally de la ràdio alemanya. L'estiu de 1943, la cadena nacional italiana de ràdio a Roma va contractar Zucca, de llavors 30 anys, amb aquest objectiu, malgrat que el 1942 va perdre la feina de mecanografia per copiar un fullet antifeixista.
Zucca va fer equip amb l'emissora alemanya Charles Goedel al programa Jerry's Front Calling. Per disgust de Gillars, Zucca també era coneguda com a Axis Sally. La signatura de la marca registrada de Zucca va ser "un dolç petó de Sally", i sovint es va confondre amb Gillars.
Segons quedà registrat, Zucca va signar a cada programa pronunciant "Hello Suckers!" i la seva melodia distintiva va ser "Between the Devil and the Deep Blue Sea".
Les seves emissions de vegades utilitzaven la informació proporcionada per l'ambaixada alemanya a Roma en un intent de confondre les tropes aliades. El 8 de juliol de 1943, la nit abans de la invasió de Sicília, l'emissió de Zucca va dir "els meravellosos nois del 504è regiment de paracaigudistes" que "els playboys del coronel Willis Mitchell, el 61è grup de transportistes de tropes, us portaran a una mort segura on i quan estàs saltant i seràs exterminat".
Quan els exèrcits aliats avançaven cap al nord cap a Roma, Zucca es va retirar al nord amb els alemanys el 1944 i va reprendre les emissions des de Milà. Allà, el setembre de 1944, l'equip de difusió de Jerry's Front estava unit a una unitat de propaganda militar alemanya anomenada Liberty Station. Aleshores Zucca estava embarassada. El seu fill va néixer el 15 de desembre de 1944. Va tornar al micròfon 40 dies després i va continuar fins a la seva última emissió el 25 d'abril de 1945.

## Detenció
Quan les forces de l'Eix finalment es van col·lapsar, Zucca va anar en tren a casa del seu oncle a Torí, on es va refugiar fins a la seva identificació i detenció el 5 de juny de 1945.
Un corresponsal de la revista militar nord-americana Stars and Stripes va dir sobre la coneguda condició d'ulls creuats de Zucca que no feien disminuir el seu atractiu: "És cert, el seu ull esquerre s'inclina a vagar, però aquesta veu cooey i sexy realment té alguna cosa que t'atrapa".
Els diaris dels Estats Units eren molt més mordaços: "La veu suau 'Sally from Berlin' Found to Be Ugly Ex–NY Girl" era un titular típic, amb descripcions de la jove mare com "[tan] lletja i poc atractiva en persona com la seva veu era, en canvi, atractiva". Un altre periodista la va anomenar "amb els ulls encreuats, les cames arquejades i la pell marcada".

## Judici
Tots els intents del govern nord-americà de processar Zucca per traïció es van trencar quan va quedar clar que havia renunciat a la seva ciutadania nord-americana abans de començar a emetre. J. Edgar Hoover de l'⁣FBI va escriure al Departament de Justícia⁣: "Atès que ha perdut la seva ciutadania nord-americana, no s'està fent cap esforç en aquest moment per desenvolupar un cas de traïció contra ella".
Zucca va ser jutjada per un tribunal militar italià acusada de col·laboració. El 29 de març de 1946 va ser condemnada a quatre anys i mig de presó, però va ser alliberada després de nou mesos després que el govern italià declarés l'amnistia general per als col·laboradors el 1946.

## Vida posterior
A Zucca se li va prohibir tornar als Estats Units i va viure en un relatiu obscurantisme a Itàlia fins a la seva mort el 1998.